# Manthelon
Manthelon – miejscowość i dawna gmina we Francji, w regionie Normandia, w departamencie Eure. W 2013 roku jej populacja wynosiła 354 mieszkańców. 
W dniu 1 stycznia 2016 roku z połączenia sześciu ówczesnych gmin – Condé-sur-Iton, Damville, Gouville, Manthelon, Le Roncenay-Authenay oraz Le Sacq – utworzono nową gminę Mesnils-sur-Iton. Siedzibą gminy została miejscowość Damville. 